# Operación Fuerte
La Operación Fuerte fue una operación militar llevada a cabo por la Decimotercera Brigada del Ejército Nacional de Colombia contra guerrilleros de las Fuerzas Armadas Revolucionarias de Colombia - Ejército del Pueblo (FARC-EP) el 27 de febrero de 2009 que dio con la muerte de Mariana Páez y de José de Jesús Guzmán, alias 'Gaitán' y de captura de Bernardo Mosquera, alias Negro Antonio, en el departamento de Cundinamarca, Colombia.

## Operaciones
A las 5:30 AM, del 27 de febrero, tropas de la XIII brigada, del ejército, avistaron a un grupo de 30 guerrilleros, cerca del Cerro de las Animas, recogiendo unas remesa para el Mono Jojoy, los combates duraron más de tres horas.
Cerca de las 9:00 AM, se logró dar captura al "Negro Antonio" y abatir otros doce rebeldes, el grupo sufrió diez bajas entre ellas la de Mariana Páez la única mujer del Estado Mayor de las FARC-EP, y el 3 de marzo a José de Jesús Guzmán, alias 'Gaitán'  comandante del frente 'Antonio Nariño' y una guerrillera herida que fue rescatado en un helicóptero Black Hawk, mientras que el Ejército Nacional sufrió apenas una baja.
En esta operación se logró liberar a los comerciantes Gregorio Aguilar y Efraín Mendoza, que fue liberado al día siguiente. 
La Operación Fuerte, fue uno de los primeros golpes que dieron las Fuerzas Militares de Colombia, a las FARC-EP, en 2009.